# ユーラシア関税同盟

ユーラシア関税同盟
Таможенный союз Евразийского экономического союза
加盟国

ユーラシア関税同盟（ユーラシアかんぜいどうめい、ロシア語: Таможенный союз Евразийского экономического союза）は、ロシア、ベラルーシ、アルメニア、カザフスタン、キルギスの5か国で構成される関税同盟。

## 概要
旧ソ連諸国によって、EU型の経済協力体制を形成するための第一歩として2010年1月に誕生した。加盟国は経済統合を進展させるために2011年以降関税障壁を順次取り払うことを決め、2011年11月19日には2015年までにユーラシア経済連合を設立するための合同委員会も開かれた。
2012年1月には、ロシア、ベラルーシ、カザフスタンの3か国の経済統合をより進展させるため「共通経済空間」と呼ばれる共同市場の創設が発表されている。ユーラシア経済委員会が、関税同盟およびユーラシア経済共同体の執行機関となる。

## 域内流通製品に対する規格認証

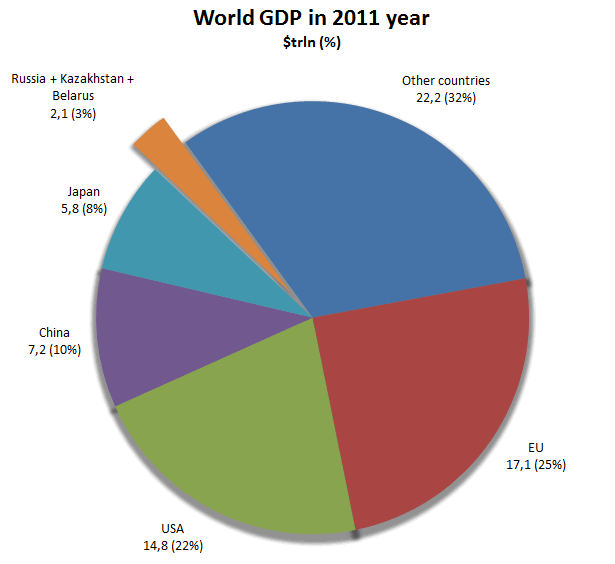
世界各国の名目GDPとユーラシア関税同盟 (2011年)
欧州連合: $17.1 兆 (25%)
アメリカ: $14.8 兆 (22%)
中国: $7.2 兆 (10%)
日本: $5.8 兆 (8%)
その他: $22.2 兆 (32%)
ロシア・ベラルーシ・カザフスタン関税同盟: $2.1 兆 (3%)

関税同盟域内で流通する製品には、当該製品が関税同盟技術規則（Customs Union Technical Regulations、CU TR）に適合した製品であることの証明書が必要となる。
2011年1月の関税同盟委員会決定で66の分野が技術規則の対象製品リストに規定され、2014年6月時点ではこのうち34分野について技術規則が策定され31分野については発効済みである。

残りの分野についても策定、発効が予定されており、ロシア国内では従来のGOST-R規格やTR規格から技術規則（CU TR）規格への移行が順次進められている。

## 世論調査
ユーラシア開発銀行 (Eurasian Development Bank) （ロシアとカザフスタンの共同出資により設立）は、ユーラシア統合プロジェクトに関する定期世論調査を行なっている。以下の質問がロシア語から各国の言語に翻訳されて調査された。
- "Беларусь, Казахстан и Россия объединились в Таможенный союз, который освободил торговлю между тремя странами от пошлин, и создали Единое экономическое пространство (по сути - единый рынок трех стран). Как Вы относитесь к этому решению?"
- 「ベラルーシ、カザフスタンおよびロシアは関税同盟を発足させました。これは加盟国間取引の関税を撤廃し「共通経済空間」（加盟3か国による共同市場）を創設するものです。あなたはこの決断をどう思いますか？」
- （非公式英訳）: "Belarus, Kazakhstan, and Russia have united in a Customs Union, which has removed tariffs from their mutual trade, and created a Common Economic Space (essentially - a common market of the three countries). How do you feel about this decision?"

調査の結果、「好ましい」「大変好ましい」とする回答の合計は以下の通りとなった。
| 国               | 2012年 | 2013年 |
| ---------------- | ------ | ------ |
| ロシア           | 72%    | 67%    |
| ベラルーシ       | 60%    | 65%    |
| カザフスタン     | 80%    | 73%    |
| アルメニア       | 61%    | 67%    |
| アゼルバイジャン | 38%    | 37%    |
| キルギス         | 67%    | 72%    |
| モルドバ         | 65%    | 54%    |
| タジキスタン     | 76%    | 75%    |
| ウズベキスタン   | 67%    | 77%    |
| ジョージア       | 30%    | 59%    |
| トルクメニスタン | —      | 50%    |
| ウクライナ       | 57%    | 50%    |

ロシア、ベラルーシ、カザフスタンは関税同盟の現加盟国。ジョージアは独立国家共同体の加盟国ではないが調査に参加。トルクメニスタンは2012年は不参加であったが2013年には参加している。